# Martín Icart
Martín Icart, vollständiger Name Héctor Martín Icart Atahídes, (* 1. Dezember 1984 in Montevideo) ist ein uruguayischer Fußballspieler.

## Karriere
Der 1,74 Meter große Mittelfeldakteur Icart stand zu Beginn seiner Karriere von 2003 bis Mitte Januar 2009 in Reihen der Mannschaft Bella Vistas. In diesem Zeitraum bestritt er mindestens 86 Ligaspiele, bei denen er achtmal ins gegnerische Tor traf. Sodann lief er in der Clausura 2009 für den Danubio FC in elf Partien (kein Tor) der Primera División auf In der Saison 2009/10 gehörte Icart dem Kader der Rampla Juniors an und wurde in 20 Erstligabegegnungen (ein Tor) eingesetzt. Von Mitte September 2010 bis in den Januar 2011 war er für Defensor Sporting aktiv, kam aber nur zu zwei Einsätze (kein Tor) in der höchsten uruguayischen Spielklasse. In der Clausura 2011 war der Club Atlético Cerro sein Arbeitgeber. Ein Tor bei zehn Erstligaeinsätzen stehen für ihn bei den Montevideanern zu Buche. Im August 2011 verpflichtete ihn der Ligakonkurrent River Plate Montevideo. Beim ebenfalls in der uruguayischen Hauptstadt beheimateten Klub erzielte er in der Saison 2011/12 einen Treffer bei 14 Ligaeinsätzen. In der Apertura 2012 werden keine Einsatzdaten für ihn geführt. Seit Ende Januar 2013 bis in den Juli jenes Jahres spielte er für Juventud 14-mal in der Primera División und schoss fünf Tore. Anschließend folgte eine bis Jahresende 2014 währende Karrierestation beim peruanischen Verein Club Sportivo Cienciano. 42 Ligaspiele (sieben Tore) und elf Partien (zwei Tore) in der Copa Inca weist die Einsatzstatistik dort für ihn aus. In der ersten Jahreshälfte 2015 bestritt er für den kolumbianischen Klub La Equidad zehn Erstligapartien (kein Tor) und vier Begegnungen (kein Tor) in der Copa Colombia. Sodann schloss er sich bis Ende Juli 2016 Patriotas Boyacá an. Beim Erstligisten aus Tunja lief er 13-mal in der Liga (ein Tor) und zweimal im Pokal (ein Tor) auf. Es folgte ein Engagement bei UTC Cajamarca. Nach lediglich zwei Erstligaeinsätzen ohne persönlichen Torerfolg wechselte er Ende Februar 2017 zurück nach Uruguay zum Zweitligisten Central Español, für den er bislang (Stand: 26. Juli 2017) in zwölf Zweitligaspielen (ein Tor) auflief.